# Pedro Hernández Mateo
Pedro Ángel Hernández Mateo (Torrevieja, 9 de agosto de 1948) es un político español, alcalde de Torrevieja desde 1988 hasta 2012, diputado de la III, IV, V, VII y VIII legislaturas de las Cortes Valencianas por el Partido Popular en la circunscripción electoral de Alicante.
En 2013 fue condenado a 3 años de prisión por falsedad documental y prevaricación.

## Biografía
Nacido el 9 de agosto de 1948 en Torrevieja, En los primeros ochenta había sido presidente de la Asociación de Padres de Alumnos del Colegio Público Virgen del Carmen y de la FLAPA.
En 1984, es elegido presidente de la agrupación local de Alianza Popular (AP).
En 1987 encabeza como candidato a alcalde, la lista de AP  al ayuntamiento de Torrevieja: quedando en segunda posición con 5 concejales, detrás del PSOE. Es nombrado concejal de Educación en el gobierno de coalición PSOE-AP.
En 1988, una moción de censura en la que participan AP, Candidatura Unida Torrevejense, CDS y un exconcejal socialista, derroca al anterior alcalde.
Elegido diputado autonómico en las Cortes Valencianas en 1991, ocupa dicho escaño hasta 2003.
Desde 1988 hasta 2012 fue alcalde de Torrevieja, habiendo obtenido cinco mayorías absolutas.
En las últimas elecciones municipales (2007) revalidó la mayoría absoluta y fue elegido diputado autonómico en las Cortes Valencianas por la provincia de Alicante. Al agotar la legislatura, Hernández comunicó que ya no se presentaría a las elecciones de 2011.
Como resultado del enfrentamiento entre Pedro Hernández, y su número dos durante más de veinte años, Domingo Soler Torregrosa, al querer éste ser elegido como sucesor, Soler abandona el partido en 2011 anunciando que se presentará a la alcaldía en las elecciones de ese año, encabezando la lista del partido Alternativa Popular de Torrevieja (APTCe), formación política fundada por Soler, que pactará posteriormente con varios grupos de izquierdas para desbancar al entonces alcalde Eduardo Dolon, del PP.
En diciembre de 2012 la sala de lo Civil y lo Penal del TSJCV ha condenado al exalcalde y diputado autonómico del PPCV, a tres años de prisión y 7 años de inhabilitación por prevaricación y falsedad documental en la adjudicación del servicio municipal de recogida de basuras en 2004 en todo el término municipal, que rozaba los 100 millones de euros. El exalcalde de Torrevieja cumplió condena en la moderna prisión de Campos del Río, (Murcia) . Miles de torrevejenses firmaron solicitando su indulto al gobierno, que finalmente no se produjo.
En 2021 fue galardonado con el premio Diego Ramírez Pastor, otorgado por las principales asociaciones locales por su labor altruista durante su etapa como auxiliar de farmacia y su apoyo a ciudadanos y asociaciones durante su larga etapa como alcalde de la ciudad salinera.